# Direito sistêmico
Direito sistêmico é uma expressão criada pelo juiz Sami Storch para denominar o uso da pseudociência conhecida como constelação familiar no âmbito do poder judiciário brasileiro.

## Direito sistêmico ou aplicação sistêmica do direito
A utilização da técnica no Judiciário encontra respaldo legal na resolução nº 125, de 29 de novembro de 2010, do Conselho Nacional de Justiça, que estimula o uso de formas consensuais de resolução de conflitos.
Trata-se de uma temática que tem sido debatida tanto pelo Poder Judiciário quanto pelo meio acadêmico, dando-se destaque a Universidade do Vale do Itajaí, que sedia o primeiro Grupo de Estudos de Direito Sistêmico do Brasil e do Mundo, assim como importantes eventos sobre o tema.